# (73453) Ninomanfredi
(73453) Ninomanfredi es un asteroide perteneciente al cinturón de asteroides, descubierto el 13 de julio de 2002 por Gianluca Masi y el también astrónomo Franco Mallia desde el Observatorio Astronómico de Campo Catino, Campocatino, Italia.

## Designación y nombre
Designado provisionalmente como 2003 YP11. Fue nombrado Ninomanfredi en honor al actor italiano Nino Manfredi.

## Características orbitales
Ninomanfredi está situado a una distancia media del Sol de 2,387 ua, pudiendo alejarse hasta 2,539 ua y acercarse hasta 2,235 ua. Su excentricidad es 0,063 y la inclinación orbital 6,341 grados. Emplea 1347 días en completar una órbita alrededor del Sol.

## Características físicas
La magnitud absoluta de Ninomanfredi es 15,9.